# Dulía
En la teología católica, la dulía es la veneración hacia los santos, y no hacia sus imágenes. Según Tomás de Aquino, gran doctor de la Iglesia, la dulía no es comparable con la latría o adoración a Dios en el sentido que una va dirigida hacia un par y la otra hacia un ser superior. Igualmente se diferencia la hiperdulía o veneración a la Virgen María, de la protodulía o veneración al patriarca San José, padre putativo de Jesús.

## Etimología
Posible derivación de δουλoς doulos, 'palabra' griega derivativa de significado «siervo», «esclavo», brinda un sentido de esclavitud, «encadenado a». Para «Douleia», de donde deriva «dulía», significa «hacerse esclavo de», «dispuesto a esclavizarse». También podría traducirse como «Predisposición a la servidumbre» o «Disposición a la sumisión».